# Liste der Kulturdenkmäler in Niedersohren
In der Liste der Kulturdenkmäler in Niedersohren sind alle Kulturdenkmäler der rheinland-pfälzischen Ortsgemeinde Niedersohren aufgeführt. Grundlage ist die Denkmalliste des Landes Rheinland-Pfalz (Stand: 27. Oktober 2023).

## Einzeldenkmäler
| Bezeichnung        | Lage                   | Baujahr                   | Beschreibung                                                                                              | Bild |
| ------------------ | ---------------------- | ------------------------- | --- | ---- |
| Hofanlage          | Schulstraße 10 Lage    | Ende des 19. Jahrhunderts | Streckhof; Fachwerkbau, Ende des 19. Jahrhunderts, Fachwerkstall, teilweise massiv; bauliche Gesamtanlage | BW   |
| Hofanlage          | Sohrener Weg 4/6 Lage  |                           | Hakenhof, Fachwerk; bauliche Gesamtanlage                                                                 | BW   |
| Niedersohrener Hof | östlich des Ortes Lage |                           | Walmdachbau                                                                                               | BW   |